# معركة بني مراد (1842)
معركة بني مراد في أفريل 1842م شملت أرجاء جنوب مدينة الجزائر إلى غاية منطقة بني مراد في سهل متيجة.

## المعركة
قام المقاومون التابعون للخليفة «أحمد بن سالم» بتمديد عملياتهم من منطقة القبائل إلى سهل متيجة في مطلع سنة 1842م بالهجوم على الفرنسيين في منطقة بني مراد. وكان الفرنسيون قد أنشأوا محمية للجنود في منطقة بني مراد التي تتوسط المسافة بين البليدة وبوفاريك.
وتم هذا الهجوم في يوم 11 أبريل 1842م غير بعيد عن هذه المحمية العسكرية الفرنسية على مقربة من 22 جنديا فرنسيا يحملون مراسلات بقيادة «الرقيب بلوندون» (بالفرنسية: Jean Pierre Hippolyte Blandan)‏. فقام حوالي 300 فارس من المقاومين التابعين «لأحمد بن سالم» بالهجوم على هذه المجموعة من الفرنسيين وإبادتها في بطحاء متيجة.